# Студені Хутори
Студені Хутори (рос. Студёные Хутора) — село у Липецькому районі Липецької області Російської Федерації.
Населення становить 306 осіб. Належить до муніципального утворення Круто-Хуторська сільрада.

## Історія
З 13 червня 1934 до 1954 року у складі Воронезької області. Відтак входить до складу Липецької області.
Згідно із законом від 2 липня 2004 року № 114-оз органом місцевого самоврядування є Круто-Хуторська сільрада.

## Населення
| 2010 | 2012 |
| ---- | ---- |
| 260  | ↗306 |

## Уродженці
- Волокітін Петро Григорович (1926—1956) — старший лейтенант Радянської Армії, Герой Радянського Союзу.